# Route I/73 (Slovaquie)
Pour les articles homonymes, voir I73 et Route 73.
La I/73 (en slovaque : cesta I. triedy 73) est une route slovaque de première catégorie reliant Lipníky à la frontière polonaise. Elle mesure 58,6 km.

## Tracé
- Région de Prešov
  - Lipníky
  - Chmeľov
  - Lúčka
  - Kračúnovce
  - Giraltovce
  - Matovce
  - Soboš
  - Okrúhle
  - Radoma
  - Šarišský Štiavnik
  - Rakovčík
  - Stročín
  - Svidník
  - Ladomirová
  - Hunkovce
  - Krajná Poľana
  - Nižný Komárnik
  - Vyšný Komárnik
  -  Pologne 19